# Asad Rustum
Asad bin Jibrāʼīl Rustum Mujāʻiṣ (arabe : أسد بن جبرائيل رستم مجاعص, 4 juin 1897 - 23 juin 1965) est un historien, universitaire et écrivain libanais. Il publie plus de 15 ouvrages liés à l'histoire du Moyen-Orient.

## Biographie
Rustum naît à Dhour El Choueir le 4 juin 1897. Il obtient une licence, ainsi qu'une maîtrise à l'Université américaine de Beyrouth en 1919, puis un doctorat en histoire du Moyen-Orient à l'Université de Chicago en 1923. Par la suite, il retourne à Beyrouth où il enseigne l'histoire du Moyen-Orient à l'Université américaine de Beyrouth jusqu'à sa démission en 1943. Il reçoit l'ordre du mérite civil de la République arabe syrienne, ainsi que l'ordre du mérite libanais en 1964.
Rustum meurt le 23 juin 1965.